# 飛島村立飛島中学校
飛島村立飛島中学校（とびしまそんりつ とびしまちゅうがっこう）は、かつて愛知県海部郡飛島村にあった村立中学校。2020年（令和2年）3月閉校。

## 特徴
2年生になると夏休みにアメリカのサンフランシスコへ1週間の研修旅行が行われている。

## 歴史
飛島村唯一の中学校として1947年（昭和22年）創立。1959年（昭和34年）には伊勢湾台風による被害で約3ヶ月の集団疎開が行われている。2006年（平成18年）、教育特区として飛島村立飛島小学校との小中一貫教育を開始し、2010年（平成22年）4月には小中一貫校の飛島村立飛島学園となった。

### 沿革
- 1947年（昭和22年） - 飛島村立飛島中学校として開校。
- 1970年（昭和45年） - 東海三県図書館コンクール優良賞を受賞。
- 1979年（昭和54年） - 東海三県学校図書館奨励賞部門優秀賞を受賞。
- 2010年（平成22年）1月 - 新校舎に移転。
- 2010年（平成22年）4月 - 公立の小中一貫校である飛島村立飛島学園が開校。飛島村立飛島小学校とともに一貫教育を開始。
- 2020年（令和2年）3月31日 - 飛島学園が義務教育学校へ移行するため廃校。

## 交通アクセス
- 近鉄名古屋線近鉄蟹江駅から三重交通バスでバス停「飛島村役場」下車後すぐ。

## 卒業生
- 加藤光彦（飛島村長）